# 步入黑暗
《'步入黑暗》(英語： 義大利語：) 是1996年一部由Massimo Spano執導的意大利劇情片，由德國演員托馬斯·克萊舒曼、意大利演員Flavio Albanese、Massimo Dapporto及法國演員Jean-Marc Barr主演。

## 劇情
沙羅是軍隊裏的新成員，他很快便和中士賈尼成了朋友，而賈尼也對他一見鍾情。賈尼屢次嘗試勾引沙羅，但沙羅既不明白賈尼的舉動，也不為之受落；和賈尼在酒吧狂歡了一晚後，他更批評賈尼進取的舉動，並和他一起離開酒吧。沙羅本以為他們會回兵營，怎料賈尼卻帶他去一條變性人常到的街道，還表現得像是和他們很熟稔似的。沙羅無意參與，賭氣地上了另一輛車，然而，他後來才發現車廂內不只有收留他的司機。正當他想要下車逃跑時，那司機和車內的另一個男人突然伸手挾持他。沙羅努力掙扎、自衞，但卻因此換來毆打和強暴。慘痛過後，沙羅被丟在路旁，只得拖着飽受折磨的身軀在街道上流連。
傷痕纍纍的沙羅四處遊蕩，終體力不支倒下，直至賈尼把他抱起並帶到兵營裏的醫院，他才得以休息。賈尼得知他們的指揮官西爾維奧·羅阿塔也是沙羅的強暴者之一，故打算向醫院隱瞞他受傷的經過；但過了一天後，一位醫生通知他，因為沙羅沒有得到正式批准，他不能繼續留在醫院裏。賈尼於是把他帶到他姊姊保拉的家。保拉和她的丈夫馬里奧想知道沙羅為何傷痕纍纍，但沙羅死也不肯解釋，直至被逼得崩潰，他才哭着說出真相。
在沙羅和賈尼核證了強暴者的車牌號碼後，沙拉和保拉去了一所汽車陳列室，在那裏沙羅認出了那名強暴者：他名叫維托利奧·斯卡爾帕，是一名身負重債的性慾狂，因此和妻子凱碧歐拉以及兒子法布里奇奧相處得很差。斯卡爾帕被認出後，沙羅向警方報案，而賈尼的上司則傳喚他出庭作證。
斯卡爾帕告訴羅阿塔自己將被審訊一事，未料到羅阿塔不但早已知悉，還知道證人的身分。他向斯卡爾帕保證，賈尼在事業上需要仰賴他，因此是不會指證他們的。從賈尼來到的那一刻起，他就不斷向他施壓，並要脅他讓斯卡爾帕繼續過淫蕩的生活，又逼他誣陷沙羅誹謗。審訊開始後，保拉邀請賈尼到她家晚膳，要求他解釋冤枉沙羅的原因，但賈尼斷言他是不會指證上司的。一番爭吵後，賈尼和沙羅得到了一點獨處的時間，賈尼道出自己在十三歲時被強暴的經歷，並肯定的說自己無論怎樣也不會在法庭上支持沙羅。
軍事法庭展開了調查，調查的工作由安東尼奧·馬西利上尉負責：他先審問沙羅，沙羅確認了他起初提出的指控，但未料他除了被冤枉誹謗，還被強制留營和被控不道德行為。賈尼則被傳喚，以證明他在事發當晚只看到沙羅離開軍營。馬西利上尉記起沙羅和賈尼在軍營內嬉戲的畫面，問及他倆的關係。他告訴賈尼，沙羅現在已被起訴更多的罪名；他亦與一位對案情懷疑的騎兵面談，並表示調查的過程將不容易。
軍營裏的情況也好不了多少：沙羅被同伴挑釁，賈尼為了保護他，對他進行苛刻鍛練，好讓他明白軍事組織裏隱藏着的危機；但沙羅堅決不撤銷控告，更向他臉上吐口水。賈尼為了反擊，狠狠地踢斷他的腿。馬西利到醫院探望他，但他對受傷經過守口如瓶。在沙羅看似處處碰壁之時，斯卡爾帕的家人意外地伸出援手：在聆訊期間，斯卡爾帕的妻子大哭起來，導致她的審訊不得不延期進行，他的兒子則戳破父親的藉口，並透露父親其實是個天性粗暴、嗜酒如命的同性戀者。這個揭露讓斯卡爾帕妻子的十三次入院紀錄全被正式歸因於家庭暴力。聆訊完結後，羅阿塔的未婚妻、市長的女兒洛拉的態度也改變了。她要求未婚夫給她一個解釋，但羅阿塔上尉對她以拳相向。
羅阿塔上尉返回軍營後，和賈尼會談，聲稱他知道他踢傷沙羅純粹是為了讓他變得敵對，因此從那一刻起，他對賈尼施加更多壓力，既不讓賈尼所屬的軍排享有應有的自由，又強迫士兵在深夜操練，讓賈尼的同伴與他反目。收到來自一名下士的投訴後，羅阿塔上尉表示為了讓這局面回復原狀，他必須讓困難自己瓦解；但在和斯卡爾帕會面後，他表明如果他最後變得孤立無援，他會出庭指證斯卡爾帕。
與此同時，馬西利繼續因為賈尼對案情的緘默，和他發生衝突，更以連他也一併控告作為要脅。賈尼堅持否認所有控告，但透露了兩年前，羅阿塔的司機、一名名叫格拉內利的士兵以神經衰弱為由離開軍隊休假。與賈尼會談後，馬西利上尉又往見了羅阿塔，通知他賈尼已向他透露了這件事，並斷言自己會用盡一切辦法罷免他的軍職，但市長告訴羅阿塔，沙羅的律師是他的朋友，他已成功讓他放棄做沙羅的律師；為了讓羅阿塔在市長選舉上支持他，他又承諾自己不會理會女兒的質疑，繼續支持他。
然而，審訊過程繼續進行。馬西利直至目前為止已確信羅阿塔是有罪的，故為沙羅聘請了另一名律師。與此同時，賈尼在洗澡期間被三個蒙面的士兵襲擊、刺傷，就在那時候，馬西利聽到他的叫聲，趕到現場救他。被送到醫院後，賈尼道出被襲擊的經過，並承認自己一直以來對沙羅很苛刻。馬西利上尉聽了他的證詞，得到了證明斯卡爾帕和羅阿塔有罪的證據，但說明如果賈尼在法庭上供認一切，他將被逐出軍隊；他同意了。當沙羅和他得到獨處的時間時，賈尼為之前的態度道歉，並請他給他一個吻。
遭家人公開譴責後，斯卡爾帕被揭發欠下汽車經銷商巨債，因虐待、詐騙、偽造帳目三項罪名被捕。馬西利上尉要求羅阿塔被罷免軍職，如此一來，他讓羅阿塔避免了軍事法庭的嚴懲，但因為對這位原本深受敬重的上尉大感失望，他希望民事法會更嚴格。馬西利得到指揮官讚揚，但他拒絕升職，因為他想起羅阿塔原本在外地還有任務，不想以摧毀其他軍官的前途作為職業。在法庭上，賈尼供認了一切，包括自己曾當男妓的事；離開法庭後，沙羅以朋友身分向他道別。另一邊廂，羅阿塔穿着迷彩軍服前往審訊，在法官面前用刺刀自殺。

## 演員表
- 托馬斯·克萊舒曼 飾 賈尼· 特里卡里科中士 (Sergeant Gianni Tricarico)
- Flavio Albanese 飾 沙羅 (Saro)
- Jean-Marc Barr 飾 西爾維奧·羅阿塔上尉 (Captain Silvio Roatta)
- Massimo Dapporto 飾 維托利奧· 斯卡爾帕 (Vittorio Scarpa)
- Ottavia Piccolo 飾 凱碧歐拉 斯卡爾帕 (Gabriella Scarpa)
- Nicola Russo 飾 法布里奇奧 斯卡爾帕 (Fabrizio Scarpa)
- Roberto Citran 飾 安東尼奧·馬西利上尉 (Captain Antonio Marsili)
- Mariella Valentini 飾 保拉 (Paola Franzese)
- Emilio Bonucci 飾 馬里奧 (Mario)
- Franco Interlenghi 飾 市長
- Bruno Corazzari 飾 上校
- Antonella Fattori 飾 洛拉 (Laura)
- Giorgio Crisafi 飾 沙羅的律師
- Fabrizio Pioda 飾 特拉奈 (Trane)
- Lorenzo Di Pasqua 飾 下士
- Gabriella Saitta 飾 法官
- Riccardo Babbi 飾 格拉內利 (Granelli)
- Mattia Sbragia 飾 騎兵
- Maximilian Nisi 飾 盧卡

### 意大利語配音演員
- Francesco Pannofino—賈尼· 特里卡里科中士
- Sergio Di Stefano—西爾維奧·羅阿塔上尉
- Massimo De Ambrosis—特拉奈
- Simone Mori—下士

## 製作
《步入黑暗》是Zeudi Araya首部執導的作品。本片沒有和意大利軍隊合作。

## 外部連結
- 互联网电影数据库（IMDb）上《步入黑暗》的资料（英文）
- AllMovie上《Marciando nel buio》的资料（英文）